# Seuthessus pustulatus
Seuthessus pustulatus – gatunek kosarza z podrzędu Laniatores i rodziny Assamiidae. Jedyny znany przedstawiciel monotypowego rodzaju Seuthessus.

## Występowanie
Gatunek został wykazany z Zairu.